# Норвезька аграрна асоціація
Норвезька аграрна асоціація (норв. Norges Bondelag) — це найбільша норвезька організаціа фермерів.
Організація функціонує як професійна спілка так і торгове об'єднання. Вона веде переговори з  Норвезьким союзом фермерів та дрібних землевласників та Міністерством праці та соціальної інтеграції Норвегії про субсидії для сільського господарства. Асоціація налічує 61 000 членів, з 607 місцевих голів та 18 відділів.
Асоціація була створена в 1896 році як (норв. Norges Landmandsforbund).
У 1920 році організація вирішила створити свою власну політичну партію - Аграрну партію (нині - Партія Центру (Норвегія)).
У 1922 році Норвезька аграрна асоціація прийняла його теперішнє ім'я. Організація в даний час повністю незалежна від партії.
Асоціація має офіційне видання Bondebladet, яке публікується щотижня.